# Списак сликара/А
| Сликари: A Б В Г Д Ђ Е Ж З И Ј К Л Љ М Н Њ О П Р С Т Ћ У Ф Х Ц Ч Џ Ш |

## Аба.. до Ада..
Реза Абаси (1565—1635), персијски сликар, калиграф и минијатуриста
Јозеф Абел (1768—1818), аустријски сликар и гравер
Едвин Остин Аби (1852—1911), амерички сликар
Николај Абрахам Абилдгор (1744—1809), дански сликар
Филип Абсолон (рођен 1960), енглески уметник
Хенрик Аверкамп (1585—1634), холандски сликар
Никола Аврамов (1897—1945), бугарски сликар
Димитрије Аврамовић (1815—1855), српски сликар
Лубна Ага, пакистанска уметница
Јаков Агам (рођен 1928), израелски вајар и експериментални уметник
Жак-Лоран Агас (1767—1848), швајцарско-француски сликар
Кристоф Лудвиг Агрикола (1667—1719), немачки сликар
Раденко Аднађ (1960—), српски сликар, графичар и керамичар

## Аја.. до Але..
Иван Ајаковски (1817—1900), руски сликар јерменског порекла
Тадеуш Ајдукјевич (1852—1916, пољски сликар
Луј Аје (1864—1940), француски сликар
Франческо Ајез (1791—1882), италијански сликар
Јан ван Ајк (1385 – 1441), фламански сликар
Иб Ајснер (1925—2003), дански уметник
Бернар Акама (1697—1756), холандски сликар
Дејвид Алан (1744—1796), шкотски сликар
Јозеф Алберс (1888—1976), немачко-амерички уметник
Мариото Албертинели (1474—1515), италијански сликар
Алесандро Алгарди (1595—1654), вајар и сликар
Љубомир Александровић (1828—1887), српски сликар
Фјодор Алексејев (1753—1824), руски сликар
Никола Алексић (1808—1873), српски сликар
Стеван Алексић (1876—1923, српски сликар
Миколаш Алеш (1852—1913), чешки сликар
Пјер Алешински (рођен 1927), белгијски сликар

## Ало.. до Ану..
Лоренс Алма-Тадема (1836—1912), холандски сликар
Алесандро Алори (1577—1621), италијански сликар
Рудолф Ритер фон Алт (1812—1905), аустријски сликар
Албрехт Алтдорфер (1480—1538), немачки сликар
Алмеида Жуниор (1859—1899), бразилски сликар
Алтикјеро (1320—1395), италијански сликар
Елсе Алфелт (1910—1974), данска сликарка
Ђорђе Алфиревић (рођен 1976), српски сликар и архитект
Казимјеж Алхимович (1840—1916), пољски сликар литванског порекла
Тарсила до Амарал (1886—1973), бразилски модернистички уметник
Фридрих фон Амерлинг (19. век), аустријски сликар
Јакопо Амигони (1685—1752), венецијански сликар
Родолфо Амоедо (1857—1941), бразилски сликар и декоратер
Рик Амор (рођен 1948), аустралијски уметник
Софонизба Ангвисола (1532—1625), италијански сликар портрета
Ерменихилдо Англада Камараса (1872—1959), шпански сликар
Карл Андре (рођен 1935), амерички минималистички сликар
Ђорђе Андрејевић Кун (1904—1964), српски сликар
Константин Андреу (1917 —), бразилски уметник грчког порекла
Фра Анђелико (1387—1445), италијански раноренесансни сликар
Алберт Анђеловић (1822—1849, хрватски сликар
Ана Анкер (1859—1935), данска сликарка
Микаел Петер Анкер (1849—1927), дански сликар
Ричард Анускјевич (рођен 1930), амерички сликар и вајар

## Апе.. до Аџа..
Апел (4. век п. н. е.), старогрчки вајар
Карел Апел (рођен 1921), холандски сликар
Звест Аполонио (рођен 1935), сликар и графички уметник
Стојан Аралица (1883—1964), српски сликар
Оскар Арарипе (рођен 1941), бразилски сликар
Феликс Арауз (рођен 1935), еквадорски сликар
Ђузепе Аркимболдо (1527—1593), италијански сликар
Ханс Арп (1886—1966), немачко-француски вајар и сликар
Светомир Арсић-Басара (рођен 1928), српски сликар
Питер Артсен (1508—1575), холандски сликар
Жан Мишел Атлан (1913—1960), француски уметник
Франк Ауербах (рођен 1931), британски сликар рођен у Немачкој
Карло Афан де Ривера 1885—1979, босанскохерцеговачки сликар
Ханс фон Ахен (1552—1615), немачки сликар
Андреас Ахенбах (1815—1910), немачки сликар
Освалд Ахенбах 1827—1905, немачки сликар
Јожеф Ач (1914), мађарски сликар рођен у Србији
Исмаил Аџар (рођен 1971), турски сликар
| Сликари: A Б В Г Д Ђ Е Ж З И Ј К Л Љ М Н Њ О П Р С Т Ћ У Ф Х Ц Ч Џ Ш |